# Arne Ekeland

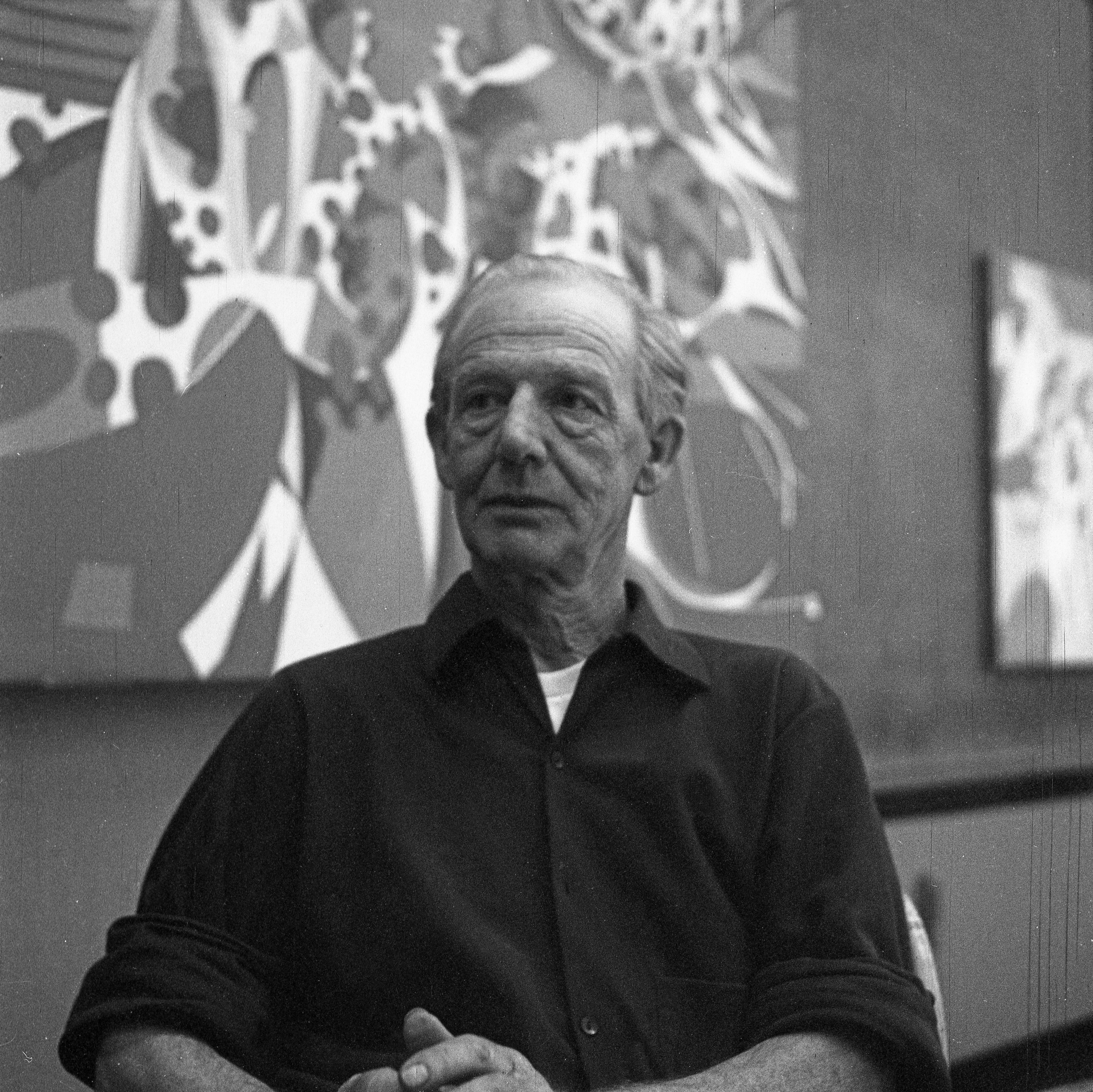
Arne Ekeland, 1970

Arne Ekeland (* 14. August 1908 in Bøn/Eidsvoll, Norwegen; † 28. Februar 1994) war einer der bedeutendsten norwegischen Maler des 20. Jahrhunderts.
Zu seinen berühmtesten Werken zählen „Våren“, „Perlebekken“, „Angst“ und „Frihetens søstre“ (Schwestern der Freiheit), das im Storting hängt. Er war ein politischer Maler und den größten Teil seines Lebens Mitglied der Norwegischen Kommunistischen Partei. Viele seiner Bilder sind stark geprägt von seinen politischen Ansichten, Pazifismus, Humanismus und der Schönheit, die er in Natur und Familie um sich herum sah. Er war beeinflusst von Kubismus und Surrealismus, orientierte sich aber auch an der Formensprache der Renaissance-Malerei, jedoch änderte sich sein Stil kontinuierlich.
Er war überzeugt, dass Kunst in den öffentlichen Raum und nicht in die Privatsphäre gehört. Dass sein Entwurf für die Ausgestaltung des Rathauses von Oslo 1936 zwar prämiert, aber – vermutlich aus politischen Gründen – dennoch nicht berücksichtigt wurde, hat ihn besonders enttäuscht.
Sein Atelier in Bøn/Eidsvoll kann besichtigt werden.